# 入野遺跡

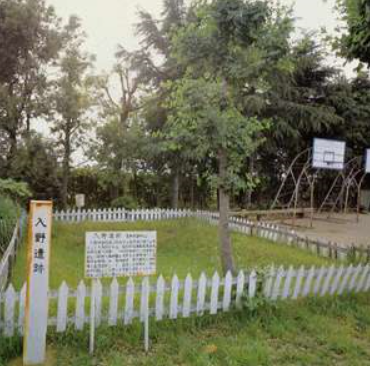
入野遺跡内に保存されている竪穴建物の遺構。

入野遺跡（いりのいせき）は、群馬県高崎市吉井町石神の高崎市立入野中学校内に所在する縄文時代から古墳時代にかけての集落跡からなる複合遺跡。群馬県指定史跡に指定されている。

## 発見
1951年（昭和26年）、入野中学校を建設するために、鏑川南岸の河岸段丘上の敷地をならしたところ、雨が降ると黒いシミができる現象（ソイルマーク）がおきることから集落遺跡であることが判明した。

## 発掘調査
1958年（昭和33年）に群馬大学教授の尾崎喜左雄らによって発掘調査が実施され、古墳時代後期を中心とした竪穴建物跡17棟や多数の土器・石器をはじめ、石製紡錘車などが発見された。校庭建設のため遺跡は埋め戻されたが校庭南西隅のものだけはそのまま残されている。
その後、1984年（昭和59年）に校舎新築工事に伴い発掘調査が行われ、古墳時代後期の竪穴建物跡21棟を中心に、縄文時代前期の竪穴建物跡1棟、弥生時代後期の竪穴建物跡1棟、古墳時代前期の竪穴建物跡3棟が発見された。
さらに、1986年（昭和61年）の体育館建設に伴う調査で、古墳時代前期の竪穴建物跡1棟と古墳時代後期の竪穴建物跡4棟が発見されている。
1973年（昭和48年）8月21日に、中学校範囲が群馬県指定史跡に指定された。また中学校の周辺地域についても縄文時代から平安時代にかけての集落遺跡（周知の埋蔵文化財包蔵地）として群馬県遺跡地図に登載されている。

## 歴史的記録
多胡碑に記された多胡郡新設の記録は続日本紀の和銅4年（711年）3月6日の項に「割上野国甘良郡織裳、韓級、矢田、大家、緑野郡武美、片岡郡山等、六郷別置多胡郡」とあり、入野遺跡の場所は多胡郡に編入された6郷のひとつである武美郷と考えられている。